# Gavin Bazunu
Gavin Okeroghene Bazunu (Dublin, 20 februari 2002) is een Iers-Nigeriaans voetballer die speelt als doelman. In juli 2022 verruilde hij Manchester City voor Southampton. Bazunu maakte in 2021 zijn debuut in het Iers voetbalelftal.

## Clubcarrière
Bazunu speelde in de jeugdopleiding van Shamrock Rovers en maakte in 2018 ook zijn debuut in het eerste elftal, als zestienjarige. Hij speelde vier competitiewedstrijden en was ook actief tijdens een verloren tweeluik tegen AIK Fotboll in de voorrondes van de UEFA Europa League: 0–1 en 1–1. In september 2018 kwam Shamrock Rovers een overgang van Bazunu naar Manchester City overeen, al zou de doelman wel eerst zijn school afmaken in Ierland. Initieel zou de transfer in de zomer van 2019 gaan plaatsvinden, maar er werd uiteindelijk besloten dat Bazunu al in februari van dat jaar naar Manchester ging verhuizen.
Zijn contract werd in augustus 2020 verlengd tot medio 2024, waarna hij op huurbasis ondergebracht werd bij Rochdale, uitkomend in de League One. Zijn professioneel debuut in het Engelse voetbal maakte hij hier op 5 september 2020, toen door een doelpunt van Eoghan O'Connell met 0–1 gewonnen werd van Huddersfield Town in de EFL Cup. Bazunu hield zodoende ook direct de nul in deze wedstrijd. Het grootste gedeelte van het seizoen was de Ier de eerste keuze in het doel van Rochdale. Voorafgaand aan het seizoen 2021/22 werd hij opnieuw verhuurd, nu aan Portsmouth, ook in de League One. Dit seizoen miste hij twee competitiewedstrijden, tijdens de rest speelde hij telkens negentig minuten mee. Aan het einde van de jaargang werd hij door zijn teamgenoten verkozen tot speler van het jaar.
Na deze twee verhuurperiodes mocht Bazunu definitief vertrekken bij Manchester City. Southampton nam de sluitpost over voor een bedrag van circa veertien miljoen euro en hij zette zijn handtekening onder een verbintenis voor de duur van vijf seizoenen. Zijn debuut in de Premier League maakte hij op 6 augustus 2022, op bezoek bij Tottenham Hotspur. Door een doelpunt van James Ward-Prowse kwam Southampton nog op voorsprong, maar doelpunten Ryan Sessegnon, Eric Dier, een eigen doelpunt van Mohammed Salisu en een treffer van Dejan Kulusevski zorgden toch voor een Londense zege: 4–1. Bazunu was tijdens de eerste tweeëndertig competitiewedstrijden de eerste doelman, waarna hij voor de laatste zes duels zijn plek moest afstaan aan Alex McCarthy.
Aan het einde van het seizoen degradeerde Southampton naar het Championship. Op dat niveau was Bazunu eerste keus onder de lat, maar hij raakte zwaar geblesseerd aan zijn achillespees en kwam na een promotie terug naar de Premier League niet aan spelen toe. Hierop huurde Standard Luik hem in februari 2025 voor de rest van het seizoen. Bij zijn nieuwe club kreeg Bazunu direct een basisplaats onder de lat, maar in april raakte hij geblesseerd aan zijn meniscus, waarna de verhuurperiode beëindigd werd en de Ier terugkeerde bij Southampton.

## Clubstatistieken
| Seizoen | Club            | Competitie       | Competitie | Competitie | Beker | Beker | Internationaal | Internationaal | Totaal | Totaal |
| Seizoen | Club            | Competitie       | Wed.       | Dlp.       | Wed.  | Dlp.  | Wed.           | Dlp.           | Wed.   | Dlp.   |
| ------- | --------------- | ---------------- | ---------- | ---------- | ----- | ----- | -------------- | -------------- | ------ | ------ |
| 2018    | Shamrock Rovers | Premier Division | 4          | 0          | 0     | 0     | 2              | 0              | 6      | 0      |
| 2018/19 | Manchester City | Premier League   | 0          | 0          | 0     | 0     | 0              | 0              | 0      | 0      |
| 2019/20 | Manchester City | Premier League   | 0          | 0          | 0     | 0     | 0              | 0              | 0      | 0      |
| 2020/21 | → Rochdale      | League One       | 29         | 0          | 3     | 0     | —              | —              | 32     | 0      |
| 2021/22 | → Portsmouth    | League One       | 44         | 0          | 2     | 0     | —              | —              | 46     | 0      |
| 2022/23 | Southampton     | Premier League   | 32         | 0          | 5     | 0     | —              | —              | 37     | 0      |
| 2023/24 | Southampton     | Championship     | 41         | 0          | 0     | 0     | —              | —              | 41     | 0      |
| 2024/25 | Southampton     | Premier League   | 0          | 0          | 0     | 0     | —              | —              | 0      | 0      |
| 2024/25 | → Standard Luik | Eerste klasse A  | 8          | 0          | 0     | 0     | —              | —              | 8      | 0      |
| Totaal  | Totaal          | Totaal           | 158        | 0          | 10    | 0     | 2              | 0              | 170    | 0      |

Bijgewerkt op 25 april 2025.

## Interlandcarrière
Bazunu maakte zijn debuut in het Iers voetbalelftal op 27 maart 2021, toen een kwalificatiewedstrijd voor het WK 2022 gespeeld werd tegen Luxemburg. Bazunu mocht van bondscoach Stephen Kenny in de basisopstelling beginnen en hij speelde het gehele duel mee. Vijf minuten voor het einde van de reguliere speeltijd kreeg hij een tegendoelpunt om zijn oren van Gerson Rodrigues, die daarmee tekende voor het enige doelpunt: 0–1.
| Interlands van Gavin Bazunu voor Ierland | Interlands van Gavin Bazunu voor Ierland | Interlands van Gavin Bazunu voor Ierland | Interlands van Gavin Bazunu voor Ierland | Interlands van Gavin Bazunu voor Ierland | Interlands van Gavin Bazunu voor Ierland | Interlands van Gavin Bazunu voor Ierland |
| №                                        | Datum                                    | Wedstrijd                                | Uitslag                                  | Competitie                               | Goals                                    |                                          |
| Als speler bij Rochdale                  | Als speler bij Rochdale                  | Als speler bij Rochdale                  | Als speler bij Rochdale                  | Als speler bij Rochdale                  | Als speler bij Rochdale                  | Als speler bij Rochdale                  |
| ---------------------------------------- | ---------------------------------------- | ---------------------------------------- | ---------------------------------------- | ---------------------------------------- | ---------------------------------------- | ---------------------------------------- |
| 1                                        | 27 maart 2021                            | Ierland – Luxemburg                      | 0 – 1                                    | WK 2022 kwalificatie                     |                                          |                                          |
| 2                                        | 30 maart 2021                            | Qatar – Ierland                          | 1 – 1                                    | Vriendschappelijk                        |                                          |                                          |
| Als speler bij Manchester City           |                                          |                                          |                                          |                                          |                                          |                                          |
| 3                                        | 3 juni 2021                              | Andorra – Ierland                        | 1 – 4                                    | Vriendschappelijk                        |                                          |                                          |
| 4                                        | 8 juni 2021                              | Hongarije – Ierland                      | 0 – 0                                    | Vriendschappelijk                        |                                          |                                          |
| Als speler bij Portsmouth                |                                          |                                          |                                          |                                          |                                          |                                          |
| 5                                        | 1 september 2021                         | Portugal – Luxemburg                     | 2 – 1                                    | WK 2022 kwalificatie                     |                                          |                                          |
| 6                                        | 4 september 2021                         | Ierland – Azerbeidzjan                   | 1 – 1                                    | WK 2022 kwalificatie                     |                                          |                                          |
| 7                                        | 7 september 2021                         | Ierland – Servië                         | 1 – 1                                    | WK 2022 kwalificatie                     |                                          |                                          |
| 8                                        | 9 oktober 2021                           | Azerbeidzjan – Luxemburg                 | 0 – 3                                    | WK 2022 kwalificatie                     |                                          |                                          |
| 9                                        | 11 november 2021                         | Ierland – Portugal                       | 0 – 0                                    | WK 2022 kwalificatie                     |                                          |                                          |
| 10                                       | 14 november 2021                         | Luxemburg – Luxemburg                    | 0 – 3                                    | WK 2022 kwalificatie                     |                                          |                                          |
| Als speler bij Southampton               |                                          |                                          |                                          |                                          |                                          |                                          |
| 11                                       | 24 september 2022                        | Schotland – Ierland                      | 2 – 1                                    | Nations League 2022/23                   |                                          |                                          |
| 12                                       | 27 september 2022                        | Ierland – Armenië                        | 3 – 2                                    | Nations League 2022/23                   |                                          |                                          |
| 13                                       | 17 november 2022                         | Ierland – Noorwegen                      | 1 – 2                                    | Vriendschappelijk                        |                                          |                                          |
| 14                                       | 19 november 2023                         | Ierland – Frankrijk                      | 0 – 1                                    | EK 2024 kwalificatie                     |                                          |                                          |
| 15                                       | 16 juni 2023                             | Griekenland – Ierland                    | 2 – 1                                    | EK 2024 kwalificatie                     |                                          |                                          |
| 16                                       | 19 juni 2023                             | Ierland – Gibraltar                      | 3 – 0                                    | EK 2024 kwalificatie                     |                                          |                                          |
| 17                                       | 7 september 2023                         | Frankrijk – Ierland                      | 2 – 0                                    | EK 2024 kwalificatie                     |                                          |                                          |
| 18                                       | 10 september 2023                        | Ierland – Nederland                      | 1 – 2                                    | EK 2024 kwalificatie                     |                                          |                                          |
| 19                                       | 13 oktober 2023                          | Ierland – Griekenland                    | 0 – 2                                    | EK 2024 kwalificatie                     |                                          |                                          |
| 20                                       | 16 oktober 2023                          | Gibraltar – Ierland                      | 0 – 4                                    | EK 2024 kwalificatie                     |                                          |                                          |
| 21                                       | 18 november 2023                         | Nederland – Ierland                      | 1 – 0                                    | EK 2024 kwalificatie                     |                                          |                                          |
| 22                                       | 26 maart 2024                            | Ierland – Zwitserland                    | 0 – 1                                    | Vriendschappelijk                        |                                          |                                          |

Bijgewerkt op 25 april 2025.